# 化女沼レジャーランド
化女沼レジャーランド（けじょぬまレジャーランド）は、かつて宮城県古川市（現・大崎市）で運営されていた遊園地。旧名、化女沼保養ランド（けじょぬまほようランド）。閉鎖後は、跡地の買い手が付かず廃墟化している。化女沼の東側にある。

## 概要

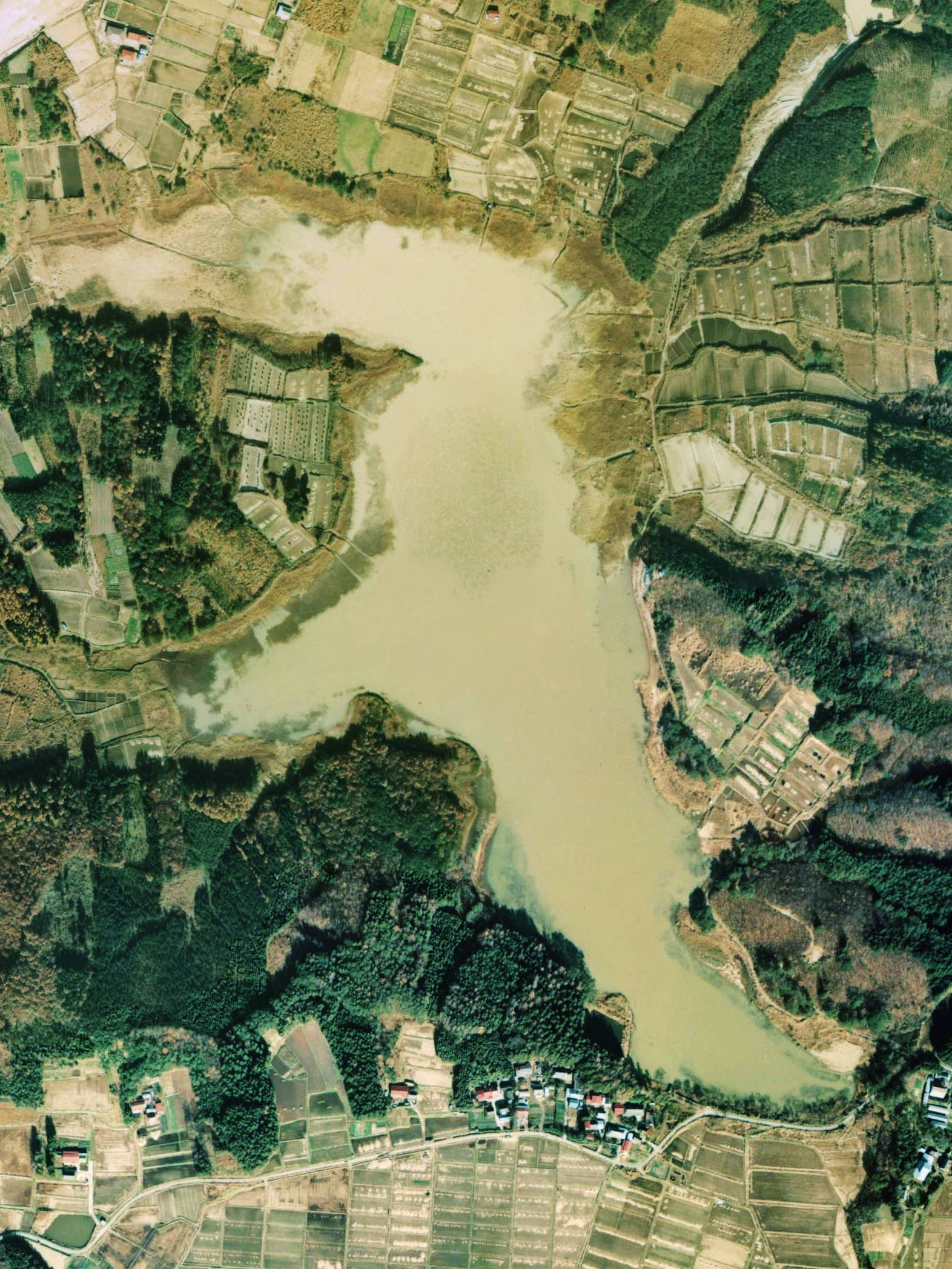
1975年撮影の。
この写真の4年後、化女沼の東側に「化女沼保養ランド」として開園した。

第二次世界大戦中の仙台空襲で焼け野原となった同県仙台市の惨状を少年時代に見た地元の不動産会社経営者が、故郷を活気付けようと田圃等を転用して数十億円かけて整備し、1979年に「化女沼保養ランド」として開園した。最盛期には年間20万人（30万人とも）ほどの来園者がいて大崎地方では人気の遊園地となり、野外ステージではロックバンド・ゴダイゴによるコンサートも行われた。バブル崩壊によるレジャー不振によって来園者が激減し、2001年10月に休園。休園後の2003年に温泉掘削に成功したが、温泉宿泊施設として再開することなく未利用のままとなっている。
元運営者の「化女沼を一大観光地に」という夢を受け継いでくれる人が現れるまで撤去しないという方針により、遊具や温泉、土地などを分割売却せず元運営者が所有し続けている。実質的に廃墟状態であるが、かつての従業員が定期的に園内の清掃等を実施しており、閉館時のまま保存されている化女沼お姫館や宿泊施設などは機械警備等で維持管理されている。許可をえて映画やミュージック・ビデオのロケーション撮影に用いられたり、コスプレイベントの会場として利用されたりしていた。
2011年1月、NHK-BS「熱中スタジアム」および「熱中人」において、『廃墟熱中人・鹿取茂雄さん』が放送され、2015年1月30日にもNHK BSプレミアム「新日本風土記」で取り上げられ、国内だけでなく英国タブロイド紙「デイリー・メール」
を初め海外でも紹介されるようになり、「廃墟マニアの聖地」とも呼ばれ、見学ツアーも催行されるようになった。2016年（平成28年）9月、鹿取がツイッター上で元運営者に頼まれて当園の売却先を公募（希望価格5億円）していることが分かると、様々なマスメディアで取り上げられ、話題になった。化女沼にはその名前の由来に関わる様々な伝説があるが、廃墟となった当園は心霊スポットともみなされ、日本のテレビやオーストラリアのマスメディアも取材に訪れている。しかし、鹿取によれば当園は心霊スポットではなく、地元でも心霊の話は全くされていない場所であり、元運営者はテレビ局による事実無根の心霊スポット扱いに迷惑していると話している。

## 沿革
- 1979年（昭和54年）
  - 『化女沼保養ランド』として開園[4]。
- 1982年（昭和57年）
  - 6月27日、ゴダイゴが当園で野外コンサートを行う。
- 2001年（平成13年）
  - 10月、休園[1]（2000年に閉園したという説もある[3][4]）。
- 2003年（平成15年）
  - 温泉掘削に成功[5]。
- 2009年（平成21年）
  - 8月20日～25日、阿川佐和子原作の映画『スープ・オペラ』のクライマックスシーンのロケーション撮影が行われた[20][21][22][23]。閉園後、整備・点検されていなかったメリーゴーランドを、美術スタッフが改修やモーター交換等を施して、回転している映像を撮影した[21][22]。
- 2010年（平成22年）
  - 8月8日、日本の英字新聞「ジャパンタイムズ」で特集された[24]。
- 2011年（平成23年）
  - 1月、NHK-BS「熱中スタジアム」および「熱中人」において、『廃墟熱中人・鹿取茂雄さん』が放送され、当園が取り上げられた（再放送複数）[25]。
- 2013年（平成25年）
  - 6月5日発売のSALUの「In My Life」のミュージック・ビデオのロケーション撮影が行われた[26]。
- 2015年（平成27年）
  - 1月30日放送のNHK BSプレミアム「新日本風土記」で紹介された[6]。
  - 4月20日、英国タブロイド紙「デイリー・メール」で特集された[8][9]（この記事は中国語[27]など他言語にも翻訳された）。
  - 9月3日放送の地元ミヤテレの夕方ワイド番組『OH!バンデス』の「解決!リョウ様」のコーナーで紹介された[28]。
  - 9月25日放送のテレビ東京「廃墟の休日」で取り上げられた[29][30]。
  - 11月1日放送のフジテレビ「映っちゃった映像GP」で、当園を訪れたおのののからが心霊スポットとして当園を紹介した[17]
  - 11月4日発売のa flood of circleの「花」のミュージック・ビデオのロケーション撮影が行われた。
  - 11月13日放送のTBS「ひるおび!」で紹介された。
- 2016年（平成28年）
  - 2月12日・13日、The fin.の「Through The Deep」のミュージック・ビデオのロケーション撮影が行われた[31]。
  - 9月15日、鹿取が元運営者に頼まれて、当園の売却先を探していることをツイッターに投稿した[16]。
  - 9月、当園が売り出されていることが話題となり、新聞・テレビで取り上げられた[2][3][32][33]。
- 2018年（平成30年）
  - 2018年5月26日・27日、Amazonプライム・ビデオ『有吉弘行の脱ぬるま湯大作戦』のロケーション撮影が行われた。
- 2021年（令和3年）
  - 7月28日放送の日本テレビ「それって!?実際どうなの課」の全国各地にある廃墟の価値を徹底調査するコーナーにて飯尾和樹が内見を行い利用価値を調査し、温泉の源泉を含み2億9,800万円で売りに出されていると結果が出された。[34][35]

## 施設
- 観覧車（ゴンドラ12個）
- メリーゴーランド
- コーヒーカップ
- ゴーカート
- チェーンタワー
- トランポリン
- バンバーボード
- ミニSL
- アスレチック

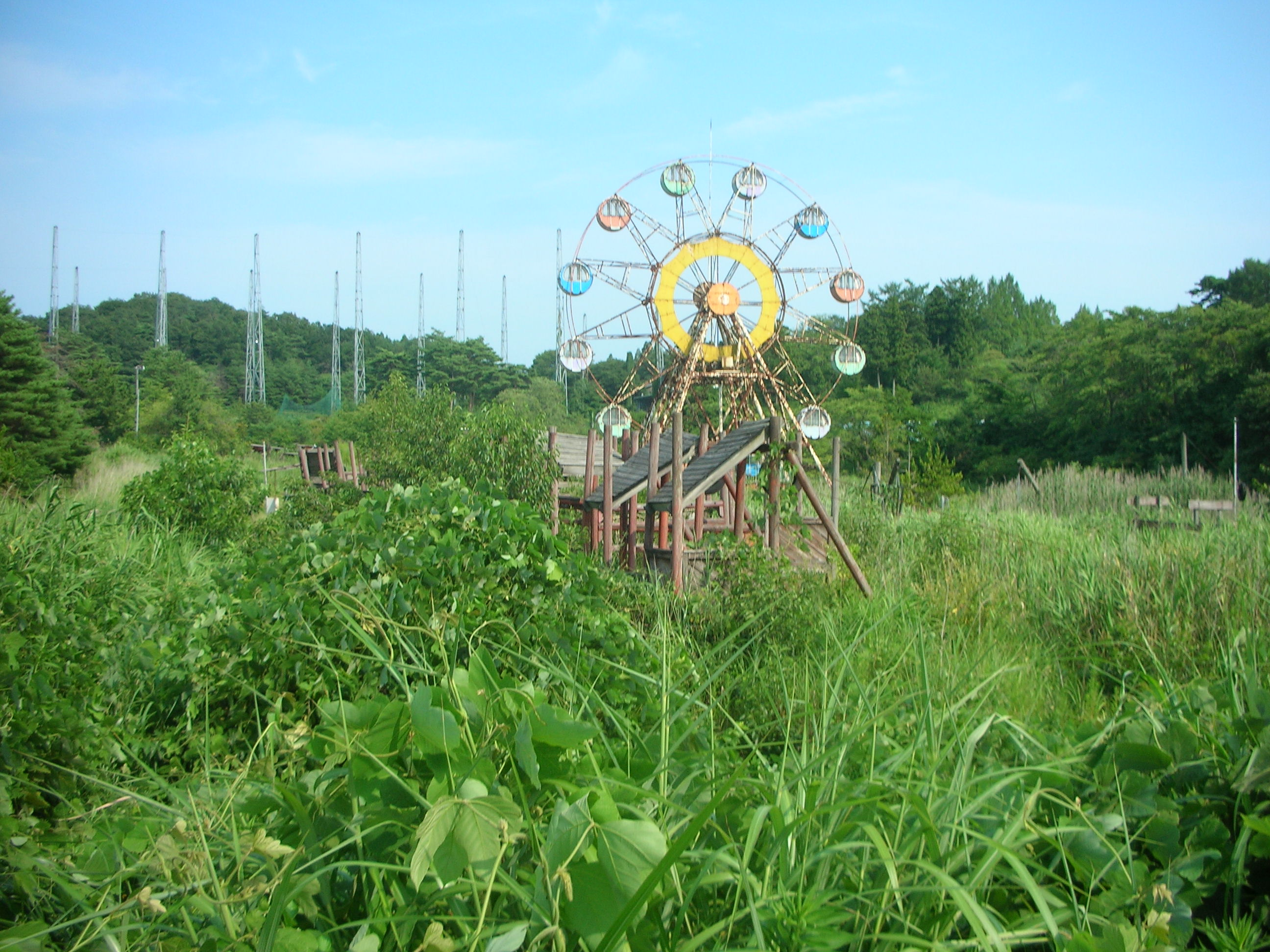
2015年8月時点の園内の様子

- 富士重工業FA-200「エアロスバル」展示機
- 野外ステージ
- 売店
- フードコーナー
  - （回転式）ソーメン流し会場
- 芋煮会会場
- キャンプ場
- 化女沼室内ゲートボール場
- レジャーパークゴルフ場（6ホール）
- 化女沼ゴルフ練習場
- 化女沼パークホテル
  - ホテル化女沼温泉（ラドン温泉[36]）、化女沼観光ホテルとも呼ばれた[5]。
- 化女沼お姫館
  - 化女沼の「照夜姫」伝説を紹介する展示館。

## 住所
- 宮城県古川市小野字遠沢10-39（現・宮城県大崎市古川小野遠沢10-39）

## アクセス
入口は宮城県道266号化女沼公園線沿いにある。化女沼の湖周道路の大崎市道化女沼東線から園内を見ることができる。
- 東北自動車道・長者原SAスマートICより約2km
- 東北自動車道・古川ICより約9km
- JR古川駅より約9km

## 撮影が行われた作品
- 映画『スープ・オペラ』（出演：坂井真紀、西島隆弘、加賀まりこ、平泉成、萩原聖人 ほか）
- PV『SALU「In My Life」』（出演：SALU、玉城ティナ）[37]
- PV『a flood of circle「花」』（出演：佐々木亮介）
- PV『The fin.「Through The Deep」』（出演：The fin.、ヤオ・アイニン ほか）[38]
- バラエティー『有吉弘行の脱ぬるま湯大作戦』（Amazon primeビデオ）
- ポルカドットスティングレイ 1st DVD 『秘密』
- 新垣結衣出演 GMOクリック証券のテレビCM「New Life is ...」編
- PV『メトロノーム「血空」』（出演：メトロノーム）
- Netflix配信映画『パレード』（出演: 長澤まさみ、リリー・フランキー、坂口健太郎、森七菜 ほか）